# Lennart Hansson (roddare)
Karl Sture Lennart Hansson, född 21 januari 1931 i Hogdal, Strömstads kommun, död 1 mars 2013 i Trollhättan, var en svensk roddare. Han tävlade för RK Three Towns och Uddevalla RK.
Hansson tävlade för Sverige vid olympiska sommarspelen 1956 i Melbourne, där han var en del av Sveriges lag som slutade på fjärde plats i åtta med styrman. Vid olympiska sommarspelen 1960 i Rom var Hansson en del av Sveriges lag som blev oplacerade på både tvåa med styrman och tvåa utan styrman.
Vid Europamästerskapen i rodd 1955 i Gent tog Hansson silver i åtta med styrman (tillsammans med Evert Gunnarsson, Ivar Aronsson, Rune Andersson, Bo Gustavsson, Gösta Eriksson, Olle Larsson och Bertil Göransson). Vid Europamästerskapen i rodd 1959 i Mâcon tog Hansson brons i fyra med styrman (tillsammans med Kjell Hansson, Ulf Gustafsson, Lars-Eric Gustafsson och Bengt Gunnarsson).